# بوبادیلا، آنتهٔ‌گرا
بوبادیلا (به اسپانیایی: Bobadilla) یک منطقهٔ مسکونی در اسپانیا است که در اتوکرا واقع شده‌است. بابادیلا ۴۸۰ نفر جمعیت دارد و ۵۰۰ متر بالاتر از سطح دریا واقع شده‌است.